# Gelbbindiger Zangenbock

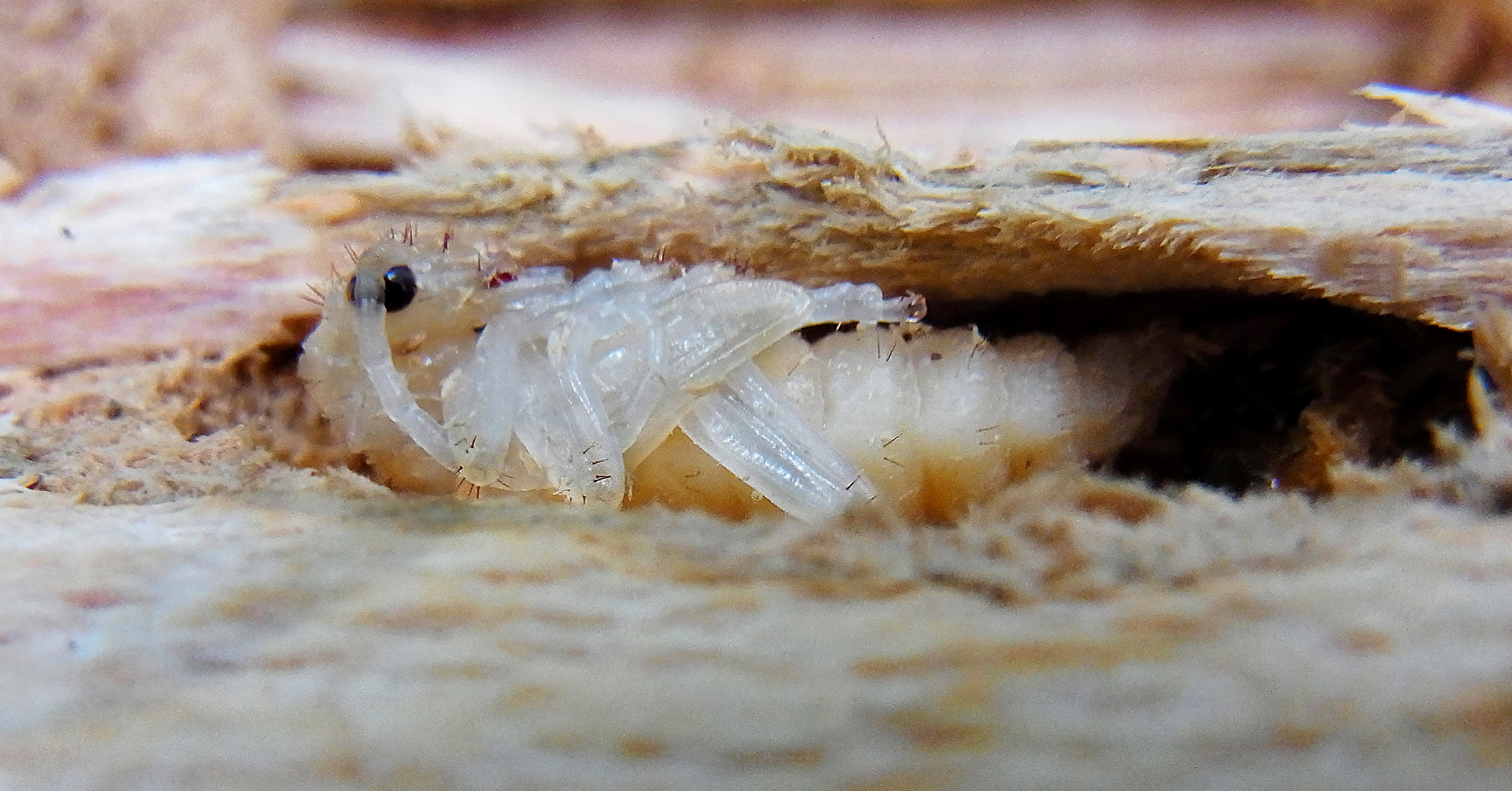
Puppe in Weißtanne

Der Gelbbindige Zangenbock, auch Zweibindiger Zangenbock oder Zweistreifiger Zangenbock (Rhagium bifasciatum) ist ein Käfer aus der Familie der Bockkäfer (Cerambycidae).

## Beschreibung
Die Käfer werden 12 bis 23 mm lang, ihre Fühler sind wie bei allen Zangenböcken relativ kurz. An beiden Seiten des Halsschildes befindet sich ein deutlich ausgeprägter Dorn. Der Körper ist schwarz, die Flügeldecken sind innen schwarz und außen rotbraun gefärbt. Im Normalfall trägt jede Flügeldecke zwei schräggestellte, gelblichweiße Binden. Manchmal fehlen die hinteren oder die vorderen, und ausnahmsweise tragen die Flügeldecken überhaupt keine Binden. Es sind insgesamt elf deutlich unterscheidbare Variationen bekannt.

## Vorkommen
Der Gelbbindige Zangenbock bewohnt den größten Teil Europas. Im Westen ist er häufiger und fehlt im Nordosten ganz. Darüber hinaus kommt er in Kleinasien und im Kaukasus bis Armenien vor. Er bevorzugt niedere Gebirgslagen, kann aber auch bis in subalpine Lagen aufsteigen.

## Lebensweise
Die Larven bewohnen morsche Stümpfe und Stämme von Fichten und Kiefern, manchmal auch von Buchen, Eichen und anderen Laubbäumen. Sie gehören somit zu den Zersetzern von Totholz. Die Entwicklungsdauer beträgt meist zwei Jahre. Im Unterschied zu verwandten Arten wie dem Schrotbock und dem Schwarzfleckigen Zangenbock baut die Larve keine Puppenwiege unter der Rinde, sondern verpuppt sich im morschen Holz.
Die Käfer schlüpfen bereits im Herbst und überwintern in ihrem Versteck. Ab Ende April kommen sie hervor. Sie sind tagaktiv und fliegen bis Juli auf Lichtungen und Waldwegen oder laufen an Stämmen und Zweigen. Gelegentlich besuchen sie auch Blüten.